# Parafia Świętego Maksymiliana Marii Kolbego w Pabianicach
Parafia pw. Świętego Maksymiliana Marii Kolbego w Pabianicach – parafia rzymskokatolicka znajdująca się w archidiecezji łódzkiej w dekanacie pabianickim. Erygowana 6 lipca 1981 r. przez biskupa Józefa Rozwadowskiego. Liczy około 17 700 mieszkańców. Kościół parafialny św. Maksymiliana mieści się przy ulicy Jana Pawła II 46.

## Historia
Kamień węgielny pod budowę kościoła poświęcił papież Jan Paweł II 13 maja 1981 r. tuż przed zamachem na jego życie. Świątynia stała się wotum dziękczynnym za ocalenie życia papieża.
Dwupoziomowy kościół w stylu modernistycznym zaprojektowali architekci Mirosław Rybak, Andrzej Pietkiewicz, Janusz Frey i Wacław Sawicki. Budynek ma konstrukcję szkieletową, murowo-żelbetową. Prace budowlane trwały od września 1982 r. do września 1994 r. Akt erekcyjny został wmurowany 31 maja 1992 r.  Poświęcenia świątyni dokonał abp Władysław Ziółek 2 maja 1993 r. 14 sierpnia 1993 r. z Niepokalanowa uroczyście sprowadzono relikwie św. Maksymiliana.
Konsekracja kościoła miała miejsce 25 września 1994 r. (w roku 100-lecia urodzin św. Maksymiliana). Uroczystość odbyła się pod przewodnictwem prymasa Polski kard. Józefa Glempa, z udziałem prezydenta RP Lecha Wałęsy, Episkopatu, duchowieństwa, premiera, marszałków Sejmu i Senatu RP, rektorów wyższych uczelni i licznych dostojnych gości z zagranicy i kraju, ocalonego przez o. Maksymiliana Franciszka Gajowniczka oraz tysięcy wiernych.
30 grudnia 2001 r. Metropolita łódzki abp Władysław Ziółek podniósł świątynię do rangi Sanktuarium świętego Maksymiliana Marii Kolbego, a tym samym jej proboszcza mianował kustoszem.

## Wyposażenie kościoła
- ołtarz główny, ambona, sedilia i chrzcielnica wykonane z białego marmuru włoskiego (carrara), ze srebrzonymi elementami z brązu;
- złocone tabernakulum w kształcie słońca, (poświęcone przez Jana Pawła II podczas pielgrzymki do Łodzi 13 czerwca 1987 r.);
- obraz św. Maksymiliana w ołtarzu głównym, który w dniu beatyfikacji o. Maksymiliana znajdował się w glorii Berniniego w bazylice św. Piotra, przekazany kościołowi przez o.o. franciszkanów z Niepokalanowa;
- organy cyfrowe „Rembrandt” firmy „Johannus”;
- trzy dzwony: Maryja, Maksymilian, Zygmunt, o wadze 1000, 650 i 370 kg, współbrzmiące w tonacji F-dur (poświęcone 29 maja 1988 r. przez bp Adama Lepę dla upamiętnienia II Diecezjalnego Kongresu Eucharystycznego);
- pomnik Jana Pawła II, Honorowego Obywatela Pabianic, odsłonięty 7 października 2001 r., jako dar społeczeństwa Pabianic Ojcu Świętemu;